# Wandsworth (londýnský obvod)
Městská část Wandsworth (oficiální název London Borough of Wandsworth) je městským obvodem na jihozápadě Londýna a je součástí Vnitřního Londýna.
Wandsworth hraničí se City, Kensingtonem a Chelsea a Hammersmithem a Fulhamem na severu, Richmondem na západě, Kingstonem na jihu a Lambethem na východě.
Městská část vznikla v roce 1965 a zahrnuje bývalé části Metropolitan Borough of Battersea, Metropolitan Borough of Wandsworth s výjimkou Claphamu a Streathamu.
Wandsworh, podobně jako Westminster, má jedny z nejnižších místních daní ve Velké Británii.

## Obvody městské části
- Balham
- Battersea
- Earlsfield
- Furzedown
- Nine Elms
- Putney
- Putney Heath
- Putney Vale
- Roehampton
- Southfields
- Streatham Park
- Tooting
- Wandsworth

## Volební obvody do parlamentu
- Tooting
- Battersea
- Putney